# Astragalus supinus
Astragalus supinus är en ärtväxtart som beskrevs av Carl Anton von Meyer. Astragalus supinus ingår i släktet vedlar, och familjen ärtväxter. Inga underarter finns listade i Catalogue of Life.